# Aiguaviva (el Montmell)

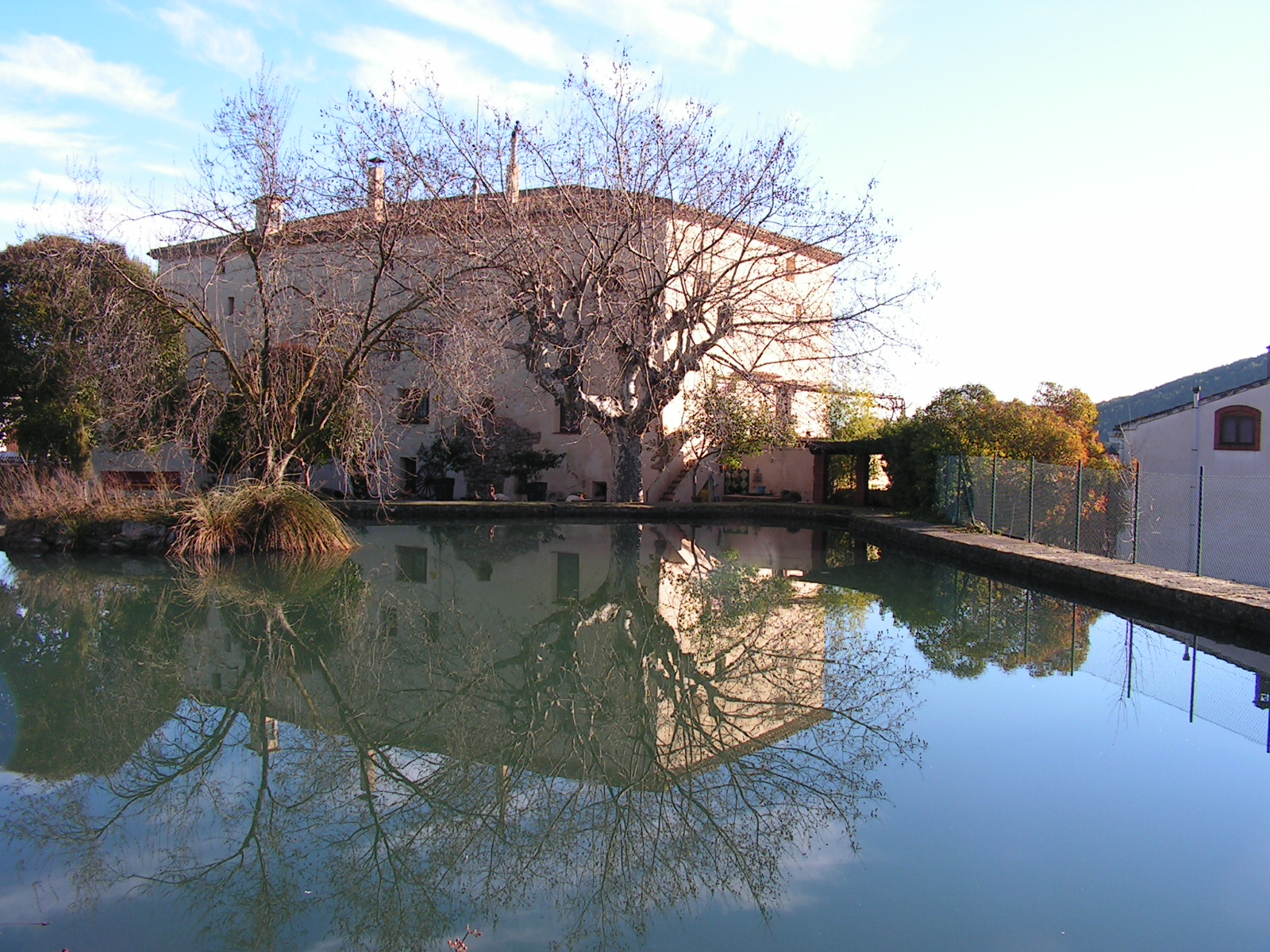
Casa Gran d'Aiguaviva

Aiguaviva és un poblet del municipi del Montmell situat a l'extrem nord del Baix Penedès i dins del terme municipal més extens de la comarca.
El nom de l'indret, ve de l'existència de la font Major i la font del Lleó, que omplen la gran bassa del molí fariner que ja hi havia des de l'edat mitjana. El punt dominant és la Casa Gran. En antics documents és assignat en aquest indret un “castell i quadra”.

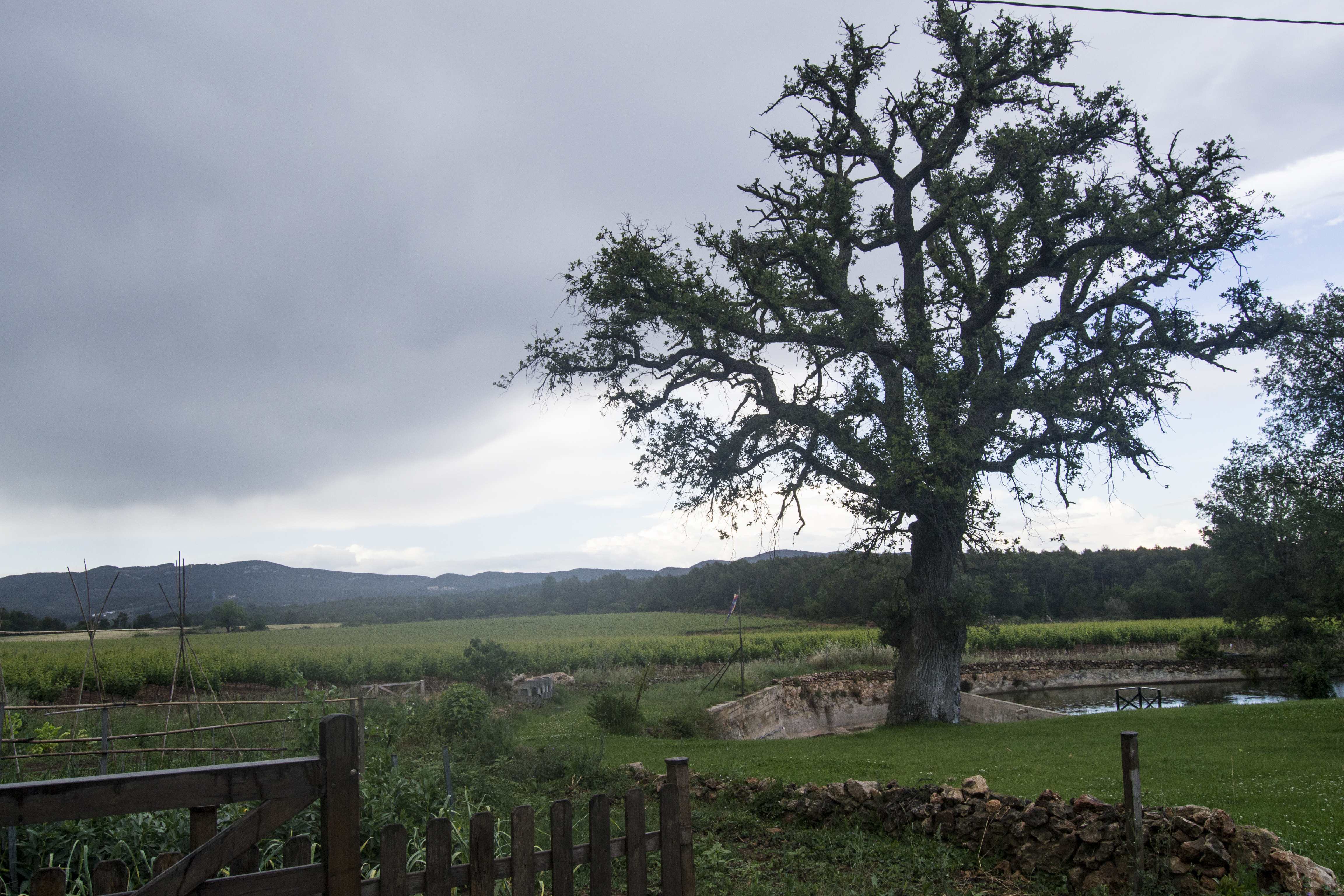
Freixe monumental d'Aiguaviva